# Gare de Savennières - Béhuard
Gare de Savennières - Béhuard vasútállomás Franciaországban, Savennières településen.

## Vasútvonalak
Az állomást az alábbi vasútvonalak érintik:
- Tours–Saint-Nazaire-vasútvonal

## Kapcsolódó állomások
A vasútállomáshoz az alábbi állomások vannak a legközelebb:
- Gare de La Possonnière (Gare de Saint-Nazaire, Tours–Saint-Nazaire-vasútvonal)
- Gare d’Angers-Saint-Laud (Gare de Tours, Tours–Saint-Nazaire-vasútvonal)